# 10378 Ingmarbergman
10378 Ingmarbergman eller 1996 NE5 är en asteroid i huvudbältet som upptäcktes den 14 juli 1996 av den belgiske astronomen Eric W. Elst vid La Silla-observatoriet. Den är uppkallad efter den svenske regissören Ingmar Bergman.
Asteroiden har en diameter på ungefär 5 kilometer och den tillhör asteroidgruppen Koronis.